# Eberhard Probst
Eberhard Probst (* 4. Juni 1955 in Querfurt; † 11. Februar 2024 in Merseburg) war ein deutscher Ringer und Kampfrichter.

## Werdegang
Eberhard Probst wuchs in Querfurt auf und begann 1966 bei der BSG Aufbau Merseburg mit dem Ringen. Bereits als Jugendlicher war er sehr erfolgreich und wurde DDR-Meister (Spartakiadesieger) in allen Jugend- und Juniorenklassen. Er besuchte damals die Kinder- und Jugendsportschule Halle. 1974 belegte er, zwischenzeitlich zum SC Chemie Halle gewechselt, bei der Junioren-Europameisterschaft im Leichtgewicht im freien Stil den 2. Platz. Ab 1975 startete er dann mit vielen Erfolgen bei vielen internationalen Meisterschaften und gewann fünf Medaillen. 1984 beendete er seine internationale Laufbahn als Ringer und startete eine genau so erfolgreiche Laufbahn als internationaler Kampfrichter. Er leitete bei unzähligen Meisterschaften schwierigste Kämpfe, darunter auch Finalkämpfe bei Olympischen Spielen. Immer wurden dabei seine Leistungen hervorgehoben. Eberhard Probst ist heute noch sehr um das deutsche Kampfrichterwesen bemüht und gehört dem Ausschuss für Kampfrichterwesen im Deutschen Ringer-Bund an.
Nach der politischen Wende rang Eberhard Probst noch eine Saison bei der Ringerwettkampfgemeinschaft (RWG) Mömbris-Königshofen und nahm auch an vielen „Masters“-Turnieren teil, wo er 1999 sogar Weltmeister wurde.

## Internationale Erfolge
(OS = Olympische Spiele, WM = Weltmeisterschaft, EM = Europameisterschaft, F = Freistil, Le = Leichtgewicht, We = Weltergewicht)
- 1976, 3. Platz, EM in Leningrad, F, Le, mit Siegen über Kari Övermark, Finnland, Šaban Sejdi, Jugoslawien, Dariusz Cwikowski, Polen, János Kocsis, Ungarn und Niederlagen gegen Ismail Juszeinow, Bulgarien und Alexander Matwejew, UdSSR;
- 1976, 8. Platz, OS in Montreal, F, Le, mit Siegen über Arona Mane, Senegal, Joseph Gilligan, Vereinigtes Königreich und Niederlagen gegen José Ramos, Kuba und Doucho Zekow, Bulgarien;
- 1977, 2. Platz, Großer Preis der BRD in Freiburg im Breisgau, F, We, hinter Martin Knosp, BRD und vor Joe Gilligan, Vereinigtes Königreich;
- 1977, 4. Platz, WM in Lausanne, F, Le, mit Siegen über Georgi Georgiew, Bulgarien, Övermark, Ramos, Lájos Sándor, Rumänien und Niederlagen gegen Sejdi und Dsewegiin Oidow, Mongolei;
- 1978, 7. Platz, EM in Sofia, F, Le, mit Sieg über Övermark und Niederlagen gegen Ihaki Gaidarbekow, UdSSR und Iwan Jankow, Bulgarien;
- 1979, 3. Platz, EM in Bukarest, F, Le, mit Siegen über Gabriele Catalano, Italien und Pekka Rauhala, Finnland und einer Niederlage gegen Sejdi;
- 1979, 3. Platz, WM in San Diego, F, Le, mit Siegen über Ramos, Gabe Ruz, Mexiko, Georgi Athanasiadis, Griechenland, Sigmund Velevitz, Australien und Niederlagen gegen Michail Tscharantschura, UdSSR und Akira Miyakawa, Japan;
- 1980, 6. Platz, EM in Prievidza, F, Le, mit Siegen über Ruud Brinkmann, Niederlande, William Hönsch, Tschechoslowakei, Jukka Rauhala, Finnland und Niederlagen gegen Seydullah Abseidow, UdSSR und Stanislaw Chilinski, Polen;
- 1980, 5. Platz, OS in Moskau, F, Le, mit Siegen über Viktor Koulaigue, Kamerun, Chilinski, Octavian Dusa, Rumänien und Niederlagen gegen Jankow und Sejdi;
- 1981, 3. Platz, EM in Łódź, F, Le, mit Siegen über Chilinski, Kiro Ristow, Jugoslawien und Jukka Rauhala und einer Niederlage gegen Miko Dukow, Bulgarien;
- 1981, 18. Platz, WM in Skopje, F, Le, nach Niederlagen gegen Zoltan Szalontai, Ungarn und Masekura Kamimura, Japan;
- 1982, 3. Platz, WM in Edmonton, F, Le, hinter Michail Tscharantschura, Raul Cascaret, Kuba und vor Andre Metzger, Vereinigte Staaten, Szalontai und Hassan Hamidi, Iran.

## DDR-Meisterschaften
- 1975, 1. Platz, F, Le, vor Helmut Strumpf, SC Motor Jena und Neumeister, SC Leipzig;
- 1976, 1. Platz, F, Le, vor Lippke, Jena und Gatzke, SG Dynamo Luckenwalde;
- 1977, 1. Platz, F, Le, vor Lippke und Erhard Pocher, Jena;
- 1978, 1. Platz, F, Le, vor Lippke und Hünisch, Leipzig;
- 1979, 1. Platz, F, Le, vor Lippke und Olschak, SC Chemie Halle;
- 1980, 1. Platz, F, Le, vor Neumeister und Schäfer, ASK Vorwärts Frankfurt;
- 1981, 2. Platz, F, Le, hinter Hünisch und vor Uwe Mauksch, Leipzig;[6]
- 1982, 2. Platz, F, Le, hinter Pocher und vor Mauksch;
- 1983, 1. Platz, F, Le, vor Hoffer, Luckenwalde und Hünisch;
- 1984, 1. Platz, F, Le, vor Pocher und Hünisch;
- 1985, 1. Platz, F, We, vor Wasniewski, Hennigsdorf und Bannack, Leipzig.